# 同志社女子中学校・高等学校
同志社女子中学校・高等学校（どうししゃじょしちゅうがっこう・こうとうがっこう）は、京都府京都市上京区今出川通寺町西入ルに所在し、中高一貫教育を提供する私立女子中学校・高等学校。
略称は同女。

## 概要
卒業生の大部分は同志社大学または同志社女子大学に進学する。
12月半ばに生徒によって毎年クリスマスページェント（歌、朗読によって進行するキリスト誕生までの無言劇）が行われる。

## 設置コース
- 中学校：LAコース・WRコース
- 高等学校：LAコース・WRコース

## 沿革

### 年表
- 1876年 - 同志社女子部誕生。新島八重が自邸でキリスト教宣教師の妻たちと協力して生徒3人で始め、宣教師アリス・スタークウェザーを迎えたのち、下村孝太郎の姉妹らを含む生徒12名で10月24日に正式開校[1]。
- 1877年4月 - 同志社分校女紅場となる。科目（綴字、正音、作文、文法、算術、地理、理学大意、万国史、修身学、裁縫、日本学）が「女紅」（勧業授産目的）より「女学」（才芸知識開達目的）にふさわしいと女学校への改名を京都府勧業課から指導され、同年9月に同志社女学校と改称する[1]。
- 1878年9月 - 旧二条邸跡で同志社女学校正式に開校。
- 1885年6月 - 明治十八年事件起こる。学校運営の主導権を巡って外国人教師（宣教師）側と日本人関係者側が対立し、資金を出していた米国キリスト教布教組織アメリカン・ボードが閉校を決議し、騒ぎとなった。翌年、大澤善助らが資金を集め、経費を日本側と米国側で分担することで決着した[1]。
- 1888年6月 - 同志社女学校を同志社女学院と改称、普通科の上に2年制の師範・文学・神学の専門科（現：同志社女子大学）を設置。
- 1889年9月 - 同志社女学院を同志社女学校と改称。
- 1901年3月 - 女学校普通科を高等普通部と改め、新たに専門学部を設置。
- 1904年3月 - 女学校高等普通部を普通学部と改め、専門学部を高等学部と改称。
- 1911年5月 - 文部省から普通学部卒業生に専門学校入学資格が与えられる[2]。
- 1912年
  - 2月 - 女学校高等学部を廃し、女学校専門学部を設置。
  - 8月 - 米国太平洋婦人伝道会の寄付により旧静和館竣工[3]。
- 1924年12月 - 貞明皇后行啓[4]。
- 1928年
  - 1月 - 女学校普通学部を高等女学部と改称。
  - 4月 - セーラー服を制服として採用（戦後は自由服に改める）[5]。
- 1930年6月 - 女学校専門学部が同志社女子専門学校として独立。
- 1932年2月 - 栄光館竣工。
- 1938年12月 - 皇后行啓記念碑を建立[6]。
- 1941年6月 - 米国太平洋婦人伝道会からパイプオルガンを寄贈される。
- 1945年4月 - 同志社高等女学部を中学校令準拠の同志社高等女学校と改称。
- 1947年4月 - 同志社女子中学校となる。
- 1948年4月 - 同志社女子高等学校開校。
- 1993年7月 - 旧静和館跡地に新静和館竣工[7]。

## 象徴

### 徽章

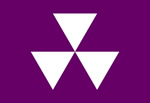
学校法人同志社の徽章

正三角形を3つ寄せたもので、古代メソポタミア文明で用いられた楔形文字KURを図案化したもの。シュメール語やアッカド語で、国あるいは山を意味する。知・徳・体の三位一体あるいは調和を目指す同志社の教育理念を表すものと解釈されている。考案者は湯浅半月。

### 校歌
- 同志社花の歌（上野イト作詞・野村芳雄作曲）[8]
- Doshisha College Song[9]（ウィリアム・メレル・ヴォーリズ作詞・カール・ヴィルヘルム（英語版）作曲）

日本語の校歌は有さず、同志社大学と同じDoshisha College Song（英語）を校歌として採用している。1908年に同志社の教員であったシドニー・ギューリックが音楽好きの学生に頼まれ校歌を作ることにした。当時京都YMCA会館を建設するために京都に滞在していた友人であるウィリアム・メレル・ヴォーリズに作詞を依頼。ヴォーリズはドイツの軍歌（あるいは愛国歌）の「ラインの守り」をもとにし、歌詞をつけた。また、当時の多くの宣教師の出身校であるイェール大学の校歌にも同じメロディが使われている。

### スクールカラー
ロイヤル・パープル（古代紫と江戸紫の中間色）と白の２色。同志社の創立者新島襄の母校、アーモスト大学のスクールカラーと同色。

## 部活動

### 文化部
マンドリン、文芸、書道、家庭科、演劇、管弦楽、茶道（高校のみ）、軽音楽（高校のみ）、華道、琴、フレンドリーコーラス、コミック、ハンドベル、化学、ESS（中学・高校）、地歴、美術、聖歌隊（中学・高校）、YWCA、写真

### 運動部
ソフトボール、硬式テニス（中学・高校）、ソフトテニス、バドミントン、バスケットボール、バレーボール、ワンダーフォーゲル，スキー、フェンシング、体操、陸上、アーチェリー

## 高校関係者と組織

### 著名な出身者
- 太田由希奈（元フィギュアスケート選手）
- 北村明子（女子フィギュアスケート選手）
- 岡崎愛子（パラアーチェリー選手）
- 笠井紀美子（ジャズ歌手）
- 梶本惠美（脚本家）
- 久我なつみ（作家）
- 澤田瞳子（作家）
- 笹野みちる（歌手）
- 高田恭子（歌手）
- 伏見信子（女優）
- 柳川慶子（女優）
- すぎもとみさき（女優）
- 高田美和（女優）
- 中村貴子（ラジオパーソナリティ）
- 夏目三久（元アナウンサー）
- 横田みさを（元水泳選手）
- 山崎和佳奈（声優）
- ワダ・エミ（デザイナー）
- 彩星りおん（元宝塚歌劇団月組娘役）
- 星南のぞみ（元宝塚歌劇団雪組娘役）
- 花恋こまち（宝塚歌劇団宙組娘役）
- 岡野純子（衆議院議員）

### 高校関係者組織
同窓会は同志社ゆかり会と呼ばれる。

## 対外関係

### 系列校
学校法人同志社が設置する諸学校は、大学を頂点とした大学附属学校の形態を取らず、独立の学校群として位置づけられている。なお、同志社小学校、同志社国際学院初等部・国際部に限り、同志社大学の付属校である。
- 大学
  - 同志社大学
  - 同志社女子大学
- 中高一貫校
  - 同志社中学校・高等学校
  - 同志社香里中学校・高等学校
  - 同志社国際中学校・高等学校
- 小学校
  - 同志社小学校
  - 同志社国際学院初等部・国際部
- 幼稚園
  - 同志社幼稚園